# Castell de Saix
El castell de Saix, s'alça sobre la població de Saix (Alt Vinalopó), dominant una penya propera al riu Vinalopó.

## Característiques
El castell de Saix va conèixer distintes fases constructives fins a arribar a tenir l'aparença que avui dia contemplem. Són molts autors els quals opinen que la seva actual fàbrica és del segle xiv, encara que ja en època musulmana existia en aquest mateix lloc un alcàsser que rebia també la denominació de Saix. La part més antiga del castell és la zona nord, i la més moderna, la qual correspon a la torre de l'Homenatge.
El Castell és una de les tres grans fortaleses de la comarca, juntament amb les de Villena i Biar. Formava part de la línia defensiva de fortificacions d'aquesta zona des de l'època musulmana.
Es compon bàsicament de dues grans torres cúbiques unides per llenços de muralla amb merlets. Els fonaments d'una de les torres són possiblement romans, i l'altra, considerada com la de l'homenatge, és musulmana, del segle xii, encara que els seus fonaments són del segle x.
En el seu interior es troba una notable escala amb volta d'arcs ogivals que ascendeix fins als pisos superiors.
La torre de l'homenatge es troba en el segon recinte, cimentada sobre una caverna de la roca, amb més de 15 metres d'altura i tres plantes de carreus encadenats.
La primera i la segona d'aquestes plantes posseeixen una volta de mig canó apuntada, amb sageteres en aquesta última i en la tercera d'elles. La comunicació entre les plantes es realitza a través d'una escala que, adossada al mur, es troba coberta amb arcs apuntats i escalonats.
Existia un pont llevadis com accés a la torre de l'Homenatge que avui dia ha desaparegut. Al costat de la torre existeix un gran aljub amb un dels seus costats.
L'altra torre se situa en l'extrem de la planta allargada del castell. El seu forma és quadrada i posseeix una única planta amb volta de canó i gruixuts murs. A part d'aquests elements, la seva secció més destacable és l'accés al castell, que es realitza a través d'un baluard que dona pas al pati principal.
La fortalesa ha estat restaurada i el seu estat és molt bo.
1. 1 2  URL de la referència: https://eduwp.edu.gva.es/patrimonio-cultural/ficha-inmueble.php?id=1740. Data de consulta: 10 octubre 2024.